# Lateralsystem

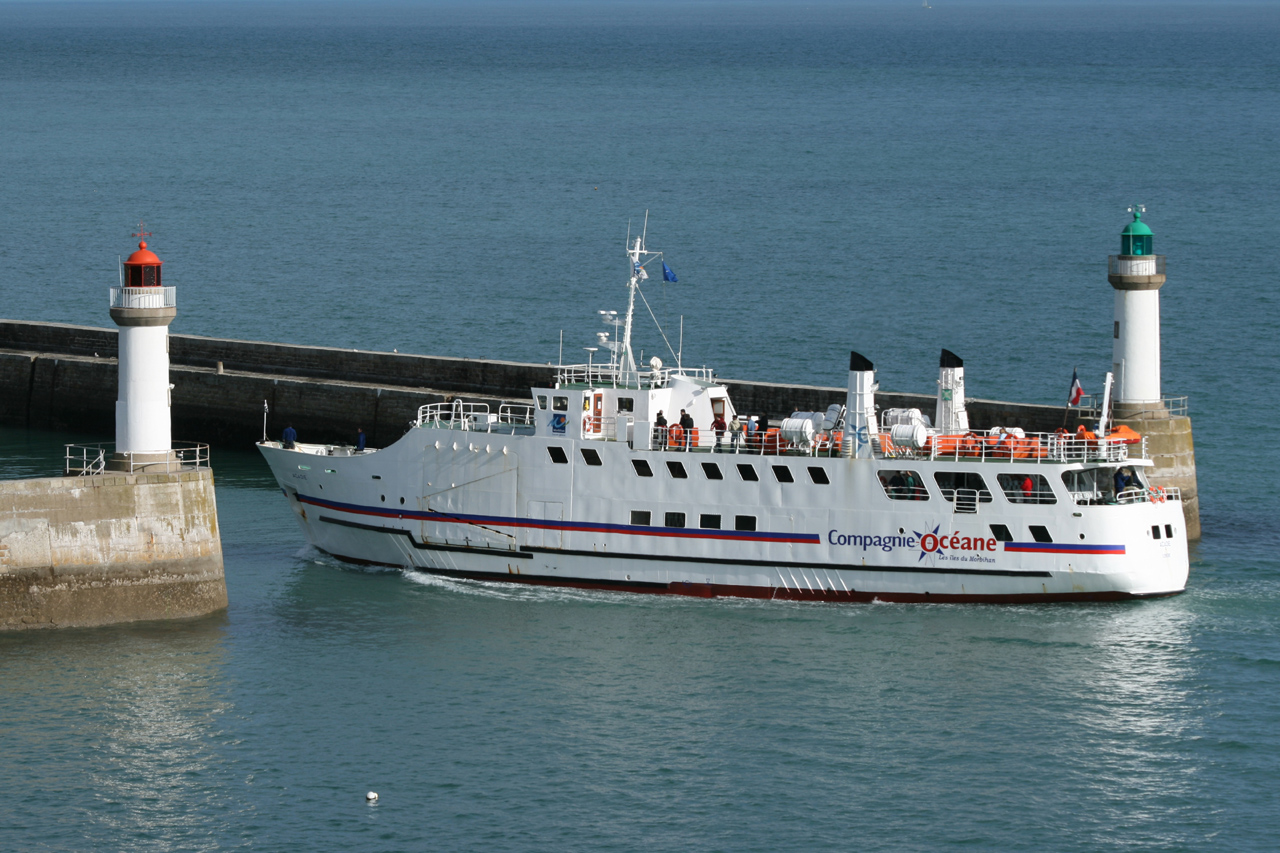
Lateralsystem in der Region A (Le Palais, Frankreich): Von See (im Bild: rechts) kommende Schiffe lassen Rot an Backbord („links“) und Grün an Steuerbord („rechts“)

Das Lateralsystem (von lateral (lat.) = seitlich) ist wie das Kardinalsystem eins der beiden Kennzeichnungssysteme  für Fahrwasser in der internationalen Seeschifffahrt. Das Lateralsystem legt eine seitliche Markierung der Fahrwasser fest, die mittels Seezeichen erfolgt. Die Seezeichen der Backbordseite und der Steuerbordseite unterscheiden sich voneinander durch ihre Form (oder die Form ihrer Toppzeichen), durch Farbgebung und durch Nummerierung; Führer von Wasserfahrzeugen (zum Beispiel Schiffe) können so erkennen, ob sie ein Seezeichen rechts oder links passieren müssen, um im Fahrwasser zu fahren.
Das Gremium, welches die Kennzeichnung von Fahrwassern international festlegt und damit auch das Lateralsystem, ist die IALA. Sie hat für das Lateralsystem weltweit die Regionen A und B festgelegt, deren Seezeichen sich in Farbgebung und Nummerierung, nicht aber in ihrer Form unterscheiden.

## Überblick: Form, Farbe, Nummerierung

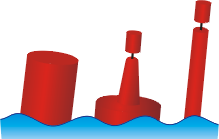
Laterale Zeichen Backbord (System A)
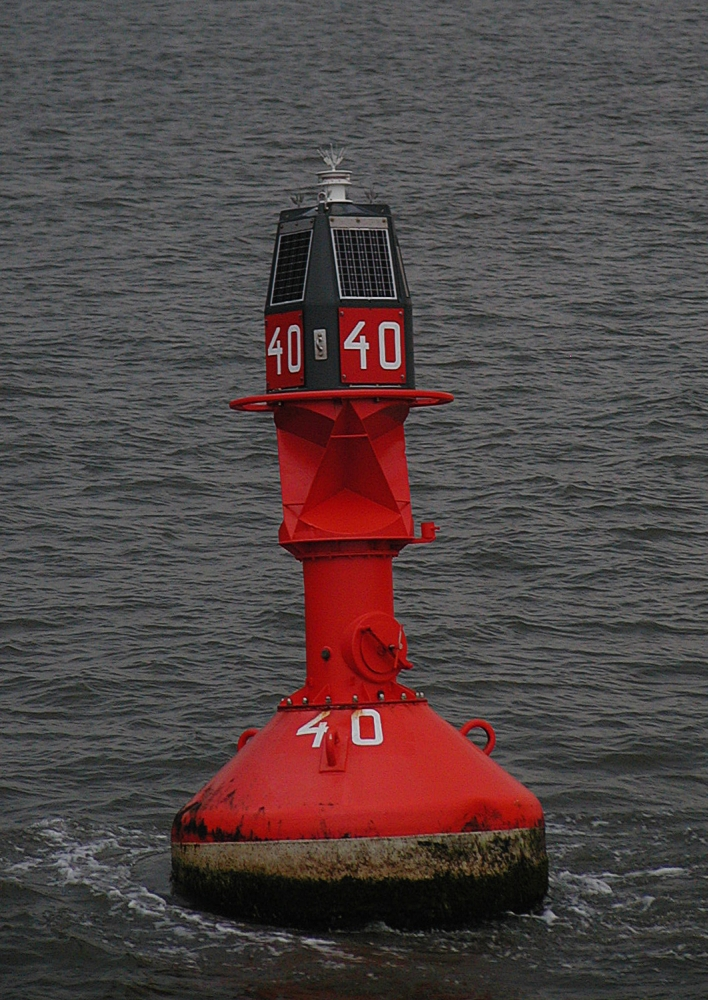
Die Elbtonne 40 auf Backbord (System A)
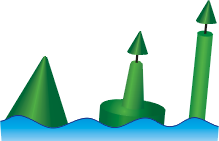
Laterale Zeichen Steuerbord (System A)
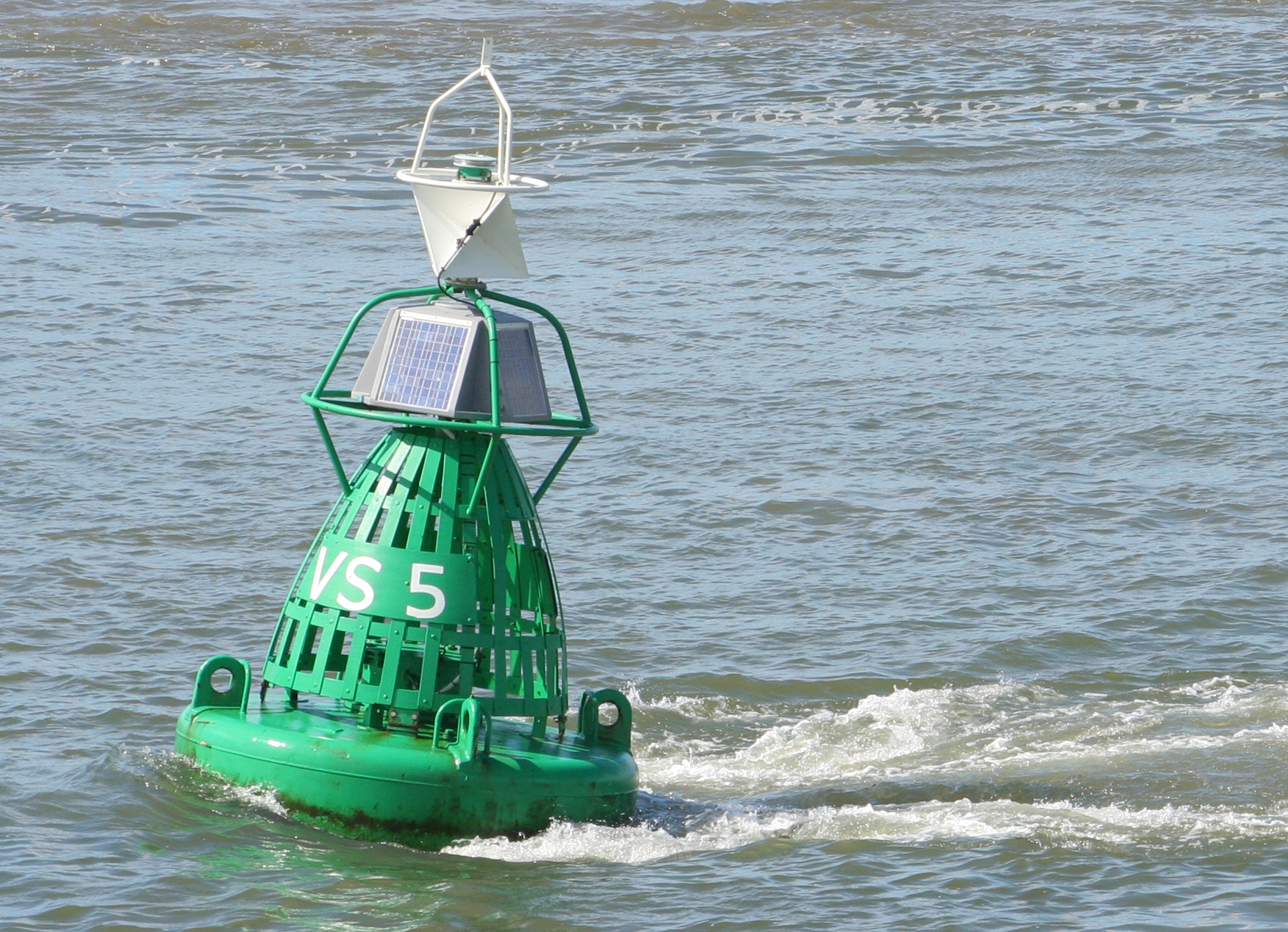
Steuerbordtonne namens „VS 5“ bei Vlieland (System A): grün, nach oben (relativ) spitz zulaufend, ungerade beziffert

Im Lateralsystem werden Farbe, Form (oder Form des Toppzeichens) und Nummerierung zur Unterscheidung von Steuerbord- und Backbordseite genutzt. Sehr verbreitet ist die farbliche Unterscheidung. Die Nummerierung wird vor allem bei längeren Fahrwassern (zum Beispiel Zufahrten zu Häfen oder Kanälen) eingesetzt.
- Form des gesamten Seezeichens oder des Toppzeichens (Zeichen oben am Seezeichen): stumpf oder spitz, meist als Zylinder oder Kegel ausgeführt; die Zuordnung der Form zu den Fahrwasserseiten ist international einheitlich: für von See kommende Schiffe rechts (Steuerbord) spitz und links (Backbord) stumpf. Insbesondere im Watt werden Stangen durch Besen mit der Spitze nach oben (Steuerbord) oder unten (Backbord) markiert. Spierentonnen und Pricken finden sich an der Backbordseite des Fahrwassers.
- Farbe: roter oder grüner Anstrich des Seezeichens oder von Teilen des Seezeichens; bei Leuchtfeuern (beleuchteten Seezeichen) außerdem rote oder grüne Beleuchtung (grüne Feuer wirken auf große Entfernung allerdings aus physikalischen Gründen oft weiß und werden ggf. erst beim Näherkommen als grün erkennbar); Zuordnung zu Steuer- und Backbord unterschiedlich in Region A und B
- Nummerierung: gerade Zahlen oder ungerade Zahlen (das heißt, falls verwendet, sind die ersten Seezeichen des Fahrwassers in der Regel „1“ und „2“, dann wird weitergezählt); Zuordnung zu Steuer- und Backbord unterschiedlich in Region A und B

Ein laterales Seezeichen kann alle diese Merkmale tragen, beispielsweise eine grüne, spitze Tonne mit ungerader Zahl (System A). Ein nur grünes oder nur spitzes Seezeichen erfüllt aber den gleichen Zweck. Die Kombination der Merkmale dient der leichteren Unterscheidung bei verschiedenen Sichtverhältnissen oder aus der Ferne, aber auch der leichteren Kommunikation an Bord (Nummerierung) usw.

## Die Unterscheidung von Region A und B

### Region A

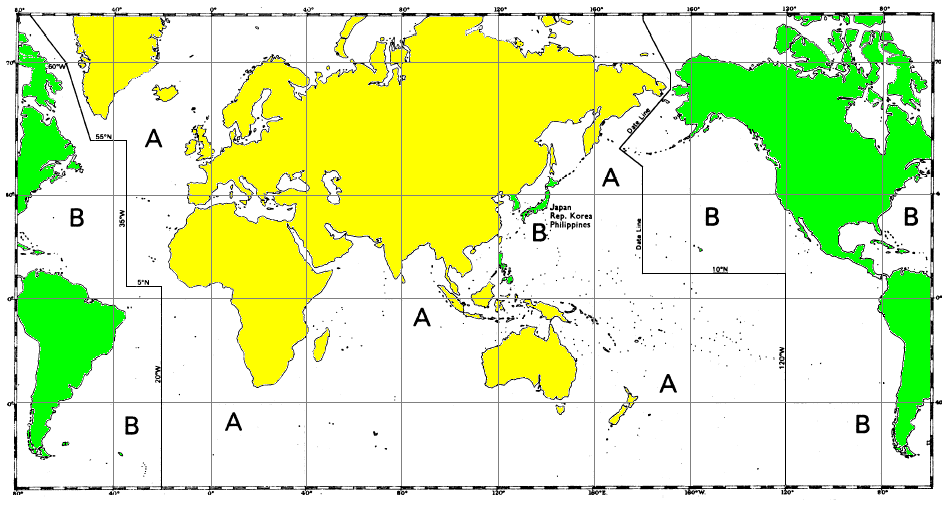
Einteilung der Welt in die Regionen A und B

Region A umfasst Europa, Australien, Neuseeland, Afrika und weite Teile Asiens (das heißt, Asien außer den Philippinen, Japan und Korea).
Seezeichen sind von See kommend:
- an Steuerbord grün, mit spitzen (kegelförmigen) Toppzeichen, mit ungeraden Ziffern durchnummeriert
- an Backbord rot, mit stumpfen (zylinderförmigen) Toppzeichen, mit geraden Ziffern durchnummeriert

|  | Backbord |  | Steuerbord |

#### Bezeichnung von Fahrwassern
Bei der Bezeichnung eines Fahrwassers in der Region A folgt man einer festgelegten Betonnungsrichtung. Die Hauptrichtung einer Hafenzufahrt, eines Flusses oder eines Wasserweges ist als von See kommend festgelegt.
Bei Fahrwassern, die nicht in einen Hafen oder ähnliches führen, gilt diejenige Seite als Steuerbordseite des Fahrwassers, die ein aus westlicher Richtung (einschließlich Nord, ausschließlich Süd) kommendes Fahrzeug an Steuerbord hat.

### Region B

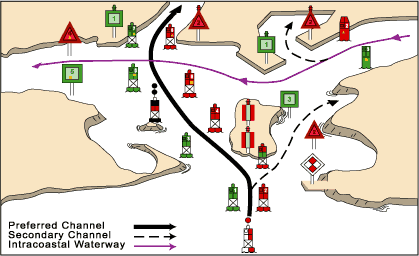
Übersicht über die Seezeichen im Lateralsystem B

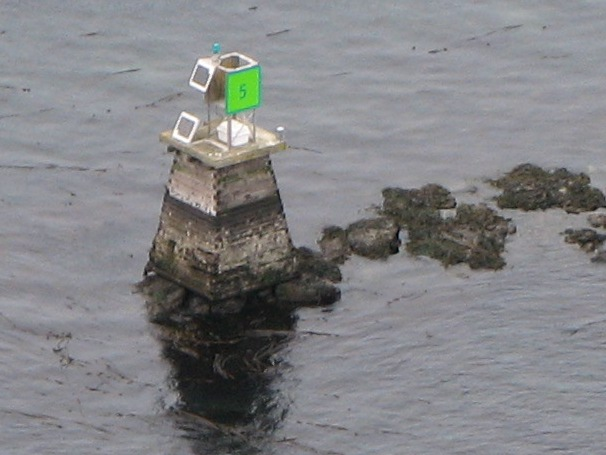
Backbord-Seezeichen der San Juan Islands, USA (System B), mit ungerader Zahl („5“) auf grünem, stumpfem/quadratischem Schild

Region B umfasst Nordamerika, Südamerika sowie die Philippinen, Japan und Korea.
Es verwendet die Farbgebung und Nummerierung genau andersherum, behält aber die Toppzeichen (einlaufend Stb: rot, gerade und spitze Toppzeichen, einlaufend Bb: grün, ungerade und stumpfe Toppzeichen) bei.
Seezeichen sind von See kommend:
- an Steuerbord rot, mit spitzen (kegelförmigen) Toppzeichen, mit geraden Ziffern durchnummeriert
- an Backbord grün, mit stumpfen (zylinderförmigen) Toppzeichen, mit ungeraden Ziffern durchnummeriert

|  | Backbord |  | Steuerbord |

## Code nach IHO-S-57
Die Codierung für elektronische Seekarten ist durch die IHO in der Norm IHO-S-57 festgelegt:
| Region A, backbord (rot):    | IALA-1; CATLAM-1; COLOUR-3; TOPSHP-5, COLOUR-3 |
| Region A, steuerbord (grün): | IALA-1; CATLAM-2; COLOUR-4; TOPSHP-1, COLOUR-4 |
|                              |                                                |
| Region B, backbord (grün):   | IALA-2; CATLAM-1; COLOUR-4; TOPSHP-5, COLOUR-4 |
| Region B, steuerbord (rot):  | IALA-2; CATLAM-2; COLOUR-3; TOPSHP-1, COLOUR-3 |

## Mitte-Fahrwasser-Zeichen oder Ansteuerungstonne

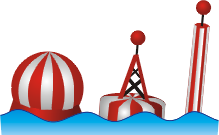
Ansteuerungstonne
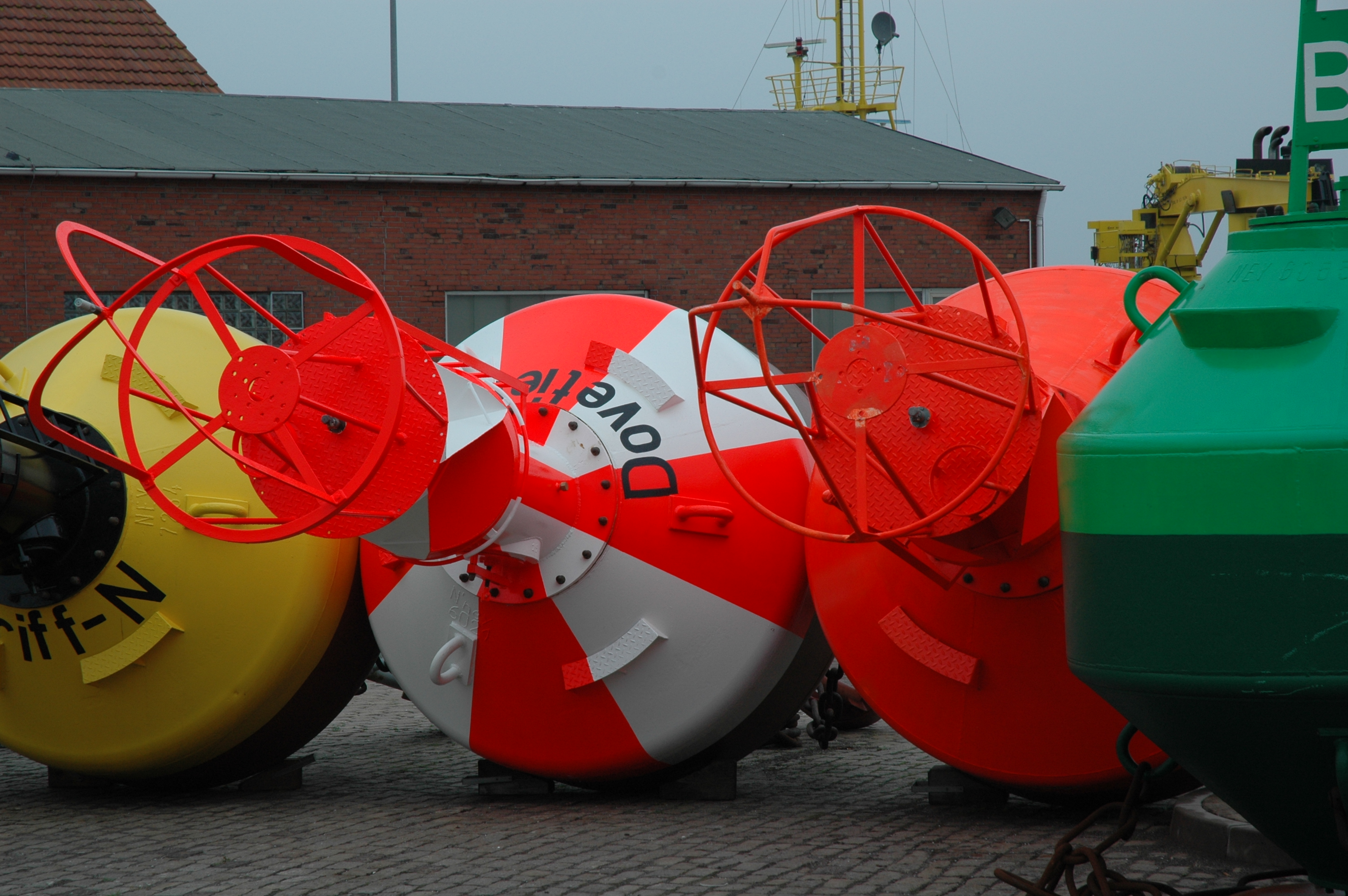
Ansteuerungstonne im Tonnenhof Norderney

Die Mitte eines Fahrwassers wird durch ein Mitte-Fahrwasser-Zeichen (engl.: safe water mark) markiert. Dieses ist weiß-rot vertikal gestreift und kann einen roten Ball als Toppzeichen haben. Es ist als Kugel-, Baken- oder Spierentonne oder als Stange gebaut. Es kann auch als seewärtige Begrenzung eines durch rote und grüne Tonnen markierten Fahrwassers dienen. Dann wird es auch „Ansteuerungstonne“ genannt.

## Fahrwasserteilungstonne

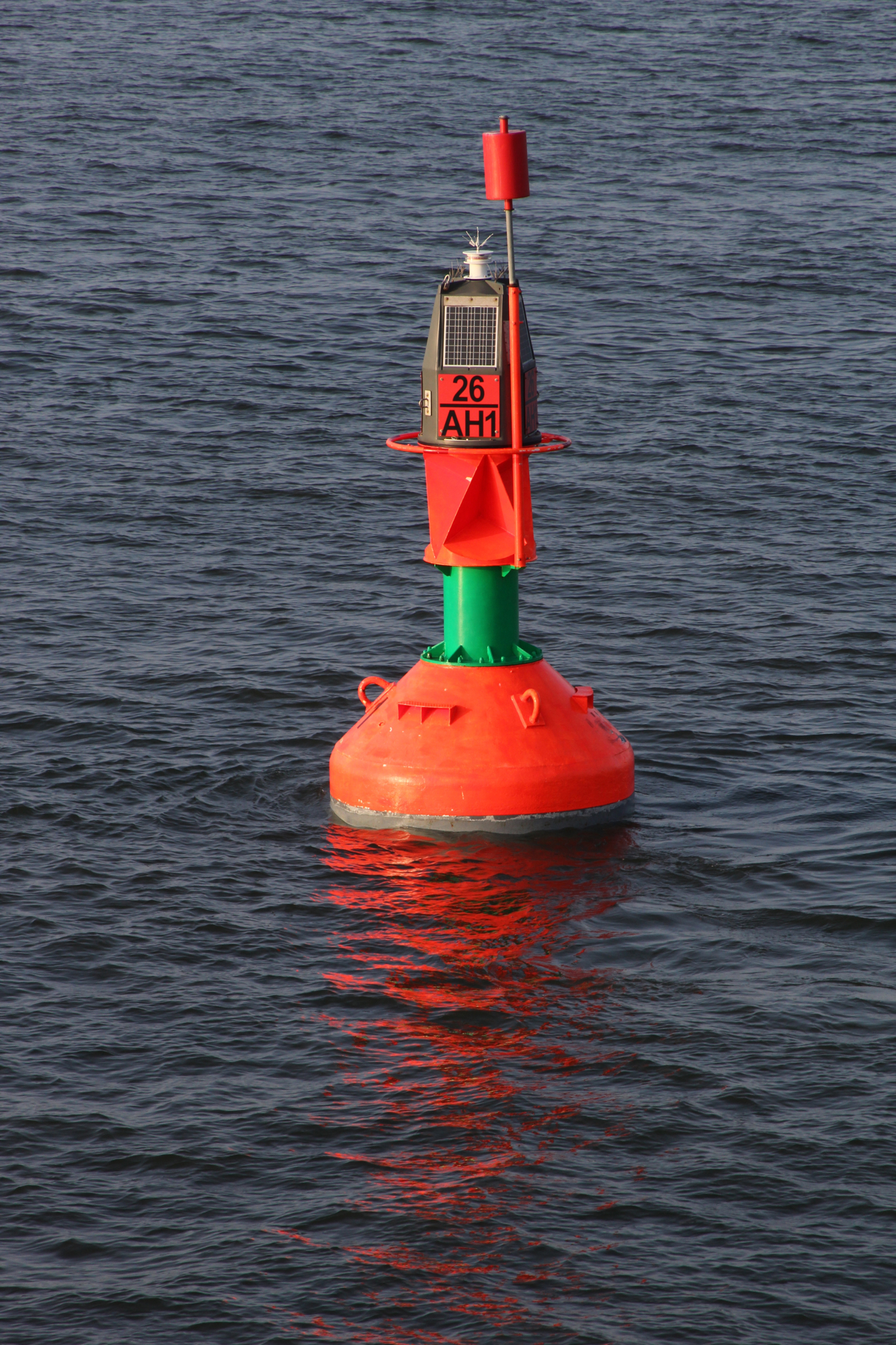
Beispiel für die Kennzeichnung der Backbordseite

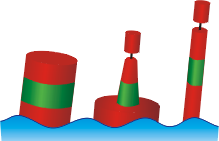
Backbord-Seite des durchgehenden Fahrwassers, Steuerbord-Seite des einmündenden Fahrwassers
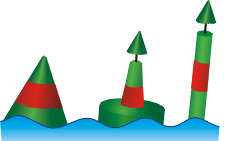
Steuerbord-Seite des durchgehenden Fahrwassers, Backbord-Seite des abzweigenden Fahrwassers

Zweigt von einem durchgehenden Fahrwasser ein anderes Fahrwasser ab oder mündet in dieses ein, so muss eines der ausgelegten Seezeichen auf der Backbordseite des durchgehenden, aber auf der Steuerbordseite des abzweigenden oder einmündenden Fahrwassers liegen oder umgekehrt. Hierzu werden Tonnen verwendet, die die Charakteristika der übrigen Tonnen dieser Seite des durchgehenden Fahrwassers aufweisen, aber mit einem horizontalen Farbring der anderen Farbe versehen sind, also (im Betonnungssystem A):
- auf der Backbordseite des durchgehenden Fahrwassers rote Stumpf-, Leucht- oder Spierentonnen oder Stangen mit einem waagerechten grünen Band und einem roten Zylinder als Toppzeichen (Stangen auch mit Besen aufwärts)

- auf der Steuerbordseite des durchgehenden Fahrwassers grüne Spitz- oder Leuchttonnen oder Stangen mit einem waagerechten roten Band und einem grünen Kegel (Spitze oben) als Toppzeichen (Stangen auch mit Besen abwärts)[1]